# Paramunna quadratifrons
Paramunna quadratifrons là một loài chân đều trong họ Paramunnidae. Loài này được Iverson & Wilson miêu tả khoa học năm 1981.